# Hom
Hom es una historieta de ciencia ficción desarrollada por Carlos Giménez en 1975, a partir de su primer guion largo.

## Trayectoria editorial
Cansado de su trabajo en Dani Futuro, donde plasmaba los guiones de Víctor Mora, Giménez decide realizar su propio proyecto, una adaptación de la novela de Brian W. Aldiss El lento morir de la tierra, que pensaba publicar en una revista autogestionaria titulada Bandera Negra que Luis García Mozos y él habían proyectado. Esta revista no vería la luz, y durante los ocho meses de realización de Hom, Giménez se ve obligado a trabajar como ayudante en las historietas románticas de Mira Carmen Vila y Miguel Fuster para poder subsistir económicamente.
La obra fue publicada en la revista italiana Linus en 1975, y no vio la luz en España hasta 1977, en una edición en álbum de Ediciones Amaika.

## Estilo
Como explica Javier Coma, la obra se caracteriza por un estilo semi-realista "que se distancia del grafismo realista-épico de los Hernández Palacios y Víctor de la Fuente, y acentúa con un lirismo patético la significación parabólica de cuanto narra." Para Antonio Lara, imágenes como la muerte del hombre pez y la aparición de su esqueleto, nos hacen

sentir un escalofrío que surge de lo más hondo de nuestra historia como especie. No somos nosotros, pobres seres concretos, los que vibran ante dichas imágenes, sino nuestro árbol genealógico, entero, el que se conmueve porque alguien haya acertado a concretar nuestros terrores y misterios ancestrales.

El guionista Felipe Hernández Cava señala que la estructura cerrada de esta primera obra larga de Giménez como autor completo aparece un tanto inmadura, "donde el modelo reducido que suponía la historia de Mo tenía un peso que acentúaba la reiteración", no apareciendo plenamente logranda hasta Barrio.